# 3537 Jürgen
3537 Jürgen este un asteroid din centura principală, descoperit pe 15 noiembrie 1982, de Edward Bowell.